# População mundial

Densidade populacional por país.

Em termos demográficos, a população mundial é o total de humanos atualmente vivendo no planeta Terra. Estima-se que a população mundial chegou aos 8 bilhões em 15 de novembro de 2022. As Nações Unidas estimam que a população humana chegue até 11,2 bilhões em 2100.
A população mundial continua a crescer desde o fim da grande fome de 1315-1317 e da Peste negra em 1350, quando chegou a 370 milhões. Uma alta no crescimento populacional (de 1,8%) foi reportada entre 1955 e 1975, chegando a 2,06% entre 1965 e 1970. Este crescimento caiu para 1,18% entre 2010 e 2015; e é projetado que chegue a apenas 0,13% no ano de 2100. O número de nascimentos anuais chegou a um dos seus ápices na década de 1980, com mais de 139 milhões de nascimentos; e é esperado que nos próximos anos o número de nascimentos gire em torno dos 135 milhões (como foi reportado em 2011), enquanto o número de mortos fique em torno de 56 milhões por ano; e deverá crescer para 80 milhões até 2040.
Segundo o Departamento de Assuntos Econômicos e Sociais da ONU, é projetado que a população global fique entre 9 e 10 bilhões de pessoas até 2050 e dava 80% de confiança que tal número chegaria a 10–12 bilhões até o final do século XXI, com uma taxa de crescimento até então de zero. Outros demógrafos preveem que a população humana começará a diminuir na segunda metade do século XXI. Um estudo de 2014 afirmou que a população humana irá variar entre 9,3 e 12,6 bilhões até 2100; e continuará crescendo, ainda que de forma bem lenta. Muitos analistas questionam a sustentabilidade de uma população cada vez maior, observando o impacto humano no meio ambiente, no suprimento global de comida e a falta de recursos energéticos. Outros negam esta visão pessimista, afirmando que novas técnicas de agricultura e o desenvolvimento tecnológico (além de muitas áreas ainda abertas para agricultura) podem suportar o crescimento populacional. Além disso, a população humana vai continuar a crescer, mas em um ritmo cada vez menor, principalmente devido ao melhor acesso a meios contraceptivos, melhorias na qualidade de vida e melhores oportunidades econômicas para mulheres.
As estimativas mais realistas colocam o total de humanos que já viveram na Terra gire em torno de 106 a 108 bilhões. Diferente estudos, contudo, apontam diferentes projeções, que variam de 80 a 150 bilhões. O Population Reference Bureau estima que a atual população no planeta Terra em 2021/22 corresponde a 6,7% do total de humanos que já viveram (embora a definição de homo sapiens varie).

## Concentração populacional do globo

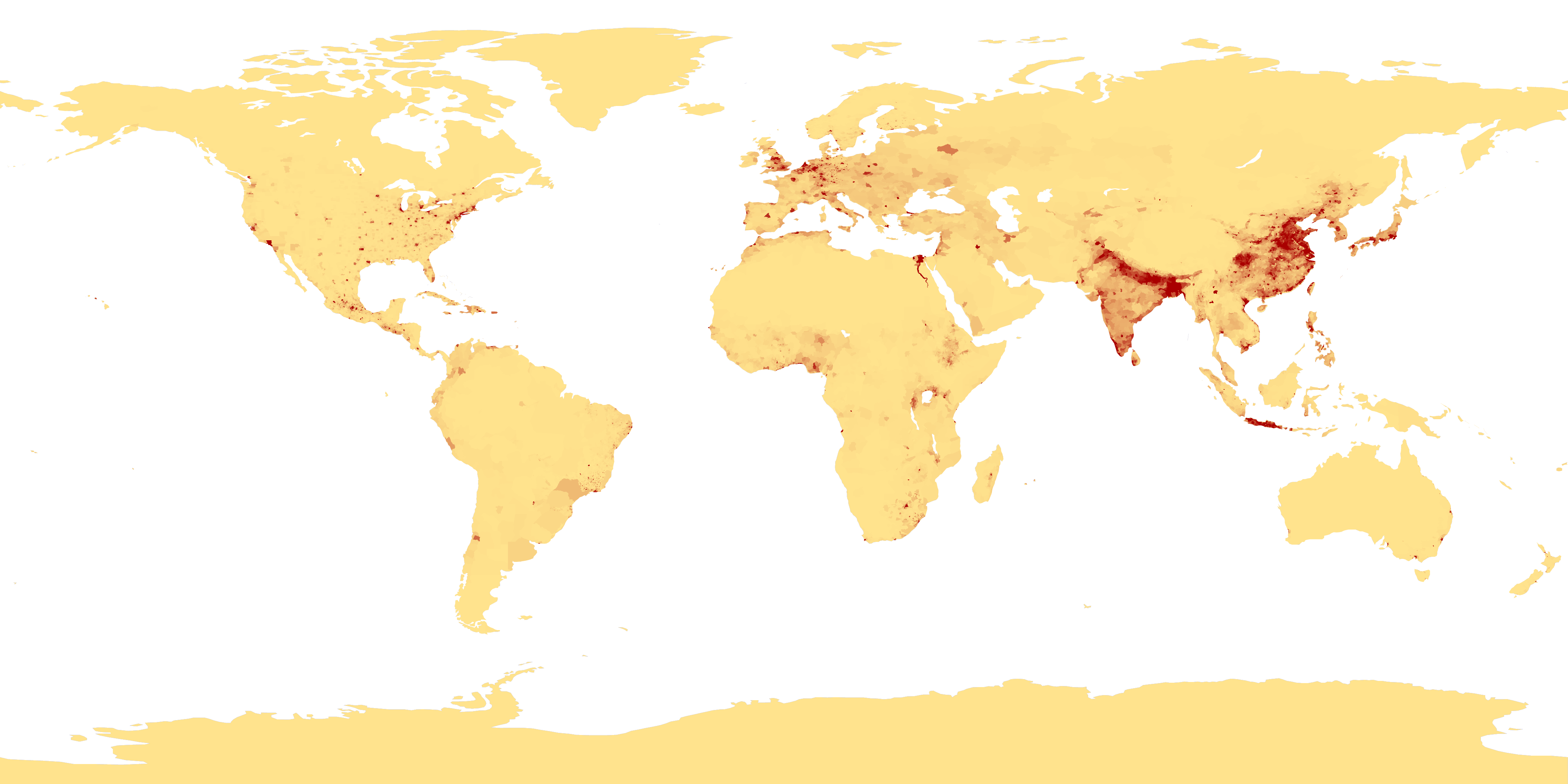
Mapa da densidade populacional no mundo em 1994; observe a alta concentração ao longo dos rios Ganges, Yangtzé e Amarelo, na Europa Ocidental, na ilha de Java e na megalópole Bos-wash.

A Ásia abriga mais de 60% da população mundial, com mais de quatro bilhões de pessoas. A China e a Índia sozinhas têm 37% do total de pessoas no mundo. Essa marca é seguida pela África, com 1 bilhão de pessoas; ou 15% da população mundial. As 733 milhões de pessoas da Europa correspondem a 12% da população mundial. A América do Norte tem uma população de 358 milhões (5%); a América Latina, perto de 639 milhões (9%); e a Oceania, em torno de 35 milhões (0,5%).

## População por continente segundo as Nações Unidas

Pirâmide etária mundial em grupos continentais em 2023

| Região                           | 2022 (%)       | 2030 (%)       | 2050 (%)       |
| -------------------------------- | -------------- | -------------- | -------------- |
| África Subsaariana               | 1.152 (14,51%) | 1.401 (16,46%) | 2.094 (21,62%) |
| Norte de África e Ásia Ocidental | 549 (6,91%)    | 617 (7,25%)    | 771 (7,96%)    |
| Ásia Central e Ásia Meridional   | 2.075 (26,13%) | 2.248 (26,41%) | 2.575 (26,58%) |
| Ásia Oriental e Sudeste Asiático | 2.342 (29,49%) | 2.372 (27,87%) | 2.317 (23,92%) |
| Europa, EUA e Canadá             | 1.120 (14,10%) | 1.129 (13,26%) | 1.125 (11,61%) |
| América Latina e Caraíbas        | 658 (8,29%)    | 695 (8,17%)    | 749 (7,73%)    |
| Austrália/Nova Zelândia          | 31 (0,39%)     | 34 (0,40%)     | 38 (0,39%)     |
| Outros países da Oceânia         | 14 (0,18%)     | 15 (0,18%)     | 20 (0,21%)     |
| Mundo                            | 7.942          | 8.512          | 9.687          |

## Demografia
Em 2012, a razão sexual (nome dado à proporção de machos e fêmeas dentro de uma população) humana é de aproximadamente 1,01 homem para 1 mulher. É na Ásia, principalmente na China e na Índia, onde a disparidade entre homens e mulheres é maior, em favor dos homens, enquanto em países no Ocidente, como Estados Unidos, Reino Unido e Brasil, o número de mulheres é levemente superior ao número de homens.
Aproximadamente 26,3% da população mundial tem até 15 anos de idade, enquanto 65,9% tem entre 15 e 64 anos e 7,9% tem idade superior a 65 anos. A idade média de um humano no planeta era de 29,7 anos em 2014, e é esperado que chegue a 37,9 anos em 2050.
De acordo com a Organização Mundial da Saúde, a média de expectativa de vida humana é de 70,5 anos em 2012, com mulheres vivendo em média 73 anos e homens aproximadamente 68 anos. Em 2010, a taxa de fecundidade global era estimada em 2,52 filhos por mulher, com este número declinando com o passar dos anos. Em junho de 2012, pesquisadores britânicos estimaram que o peso total da população humana seria de 287 milhões de toneladas, com o peso médio de um humano girando em torno de 62 kg.
A etnia chinesa Han é o maior grupo étnico do mundo, sendo 19% da população global em 2011. A língua materna mais falada no mundo é o mandarim chinês (falado por 12,44% da população global), seguido pelo espanhol (4,85%), inglês (4,83%), árabe (3,25%) e o hindustâni (2,68%). A maior religião do mundo em número de adeptos é o cristianismo, com cerca de 33,35% da população mundial; islã é a segunda maior religião com 22,43% e depois vem o hinduísmo, com 13,78%. Em 2005, cerca de 16% da população mundial não tinha religião.

### Controle populacional
Controle populacional é a prática de intervenção para alterar a taxa de crescimento da população. Historicamente, o controle populacional foi implementado através da limitação da taxa de natalidade de uma região, pela contracepção voluntária ou por mandato do governo. O estudo foi elaborado como uma resposta a fatores, incluindo níveis elevados ou crescentes de pobreza, as preocupações ambientais, e motivos religiosos. O uso de aborto em algumas estratégias de controle populacional tem causado controvérsias, com as organizações religiosas — como a Igreja Católica Romana — colocando-se explicitamente em oposição a qualquer intervenção no processo reprodutivo humano.
A Universidade de Nebraska, através da publicação Illusions Green, argumenta que o controle populacional, como forma de aliviar as pressões ambientais, não precisa ser coercitivo. A universidade afirma que "as mulheres que são educadas, economicamente engajadas, e no controle de seus próprios corpos podem desfrutar da liberdade de ter filhos em seu próprio ritmo, que passa a ser uma taxa que é apropriada para a investidura ecológica agregada do nosso planeta."

## População mundial, 1 d.C. -1998 (em milhares)
Fonte: Maddison et al. (Universidade de Groningen).
| Ano                                           | 1       | 1000    | 1500    | 1600    | 1700    | 1820      | 1870      | 1913      | 1950      | 1973      | 1998      |
| --------------------------------------------- | ------- | ------- | ------- | ------- | ------- | --------- | --------- | --------- | --------- | --------- | --------- |
| Europa Ocidental                              | 24 700  | 25 413  | 57 268  | 73 778  | 81 460  | 132 888   | 187 532   | 261 007   | 305 060   | 358 390   | 388 399   |
| Europa de Leste (excluindo os países da URSS) | 4 750   | 6 500   | 13 500  | 16 950  | 18 800  | 36 415    | 52 182    | 79 604    | 87 289    | 110 490   | 121 006   |
| Antiga URSS                                   | 3 900   | 7 100   | 16 950  | 20 700  | 26 550  | 54 765    | 88 672    | 156 192   | 180 050   | 249 748   | 290 866   |
| Toda a Europa (incluindo os países da URSS)   | 33 350  | 39 013  | 87 718  | 111 428 | 126 810 | 224 068   | 328 386   | 496 803   | 572 399   | 718 628   | 800 271   |
| Estados Unidos                                | 680     | 1 300   | 2 000   | 1 500   | 1 000   | 9 981     | 40 241    | 97 606    | 152 271   | 212 909   | 279 040   |
| Outras ramificações ocidentais                | 490     | 660     | 800     | 800     | 750     | 1 249     | 5 892     | 13 795    | 23 823    | 39 036    | 52 859    |
| Todos os ramos ocidentais                     | 1 170   | 1 960   | 2 800   | 2 300   | 1 750   | 11 230    | 46 133    | 111 401   | 176 094   | 250 945   | 323 420   |
| México                                        | 2 200   | 4 500   | 7 500   | 2 500   | 4 500   | 6 587     | 9 219     | 14 970    | 28 485    | 57 643    | 98 553    |
| Outros países da América Latina               | 3 400   | 6 900   | 10 000  | 6 100   | 7 550   | 14 633    | 30 754    | 65 545    | 137 352   | 250 807   | 409 070   |
| Toda a América Latina                         | 5 600   | 11 400  | 17 500  | 8 600   | 12 050  | 21 220    | 39 973    | 80 515    | 165 837   | 308 450   | 507 623   |
| Japão                                         | 3 000   | 7 500   | 15 400  | 18 500  | 27 000  | 31 000    | 34 437    | 51 672    | 83 563    | 108 660   | 126 469   |
| China                                         | 59 600  | 59 000  | 103 000 | 160 000 | 138 000 | 381 000   | 358 000   | 437 140   | 546 815   | 881 940   | 1 242 700 |
| Índia                                         | 75 000  | 77 000  | 113 000 | 145 000 | 201 000 | 209 000   | 239 000   | 319 000   | 362 000   | 549 000   | 1 029 000 |
| Outros países asiáticos                       | 36 600  | 41 400  | 55 400  | 65 000  | 71 800  | 89 366    | 119 619   | 185 092   | 392 481   | 677 214   | 1 172 243 |
| Total Ásia (excepto Japão)                    | 171 200 | 175 400 | 268 400 | 360 000 | 374 800 | 679 366   | 730 619   | 925 932   | 1 298 296 | 2 139 154 | 3 389 943 |
| África                                        | 16 500  | 33 000  | 46 000  | 55 000  | 61 000  | 74 208    | 90 466    | 124 697   | 228 342   | 387 645   | 759 954   |
| Mundo (milhares)                              | 230.820 | 268.273 | 437.818 | 555.828 | 603.410 | 1.041.092 | 1.270.014 | 1.791.020 | 2.524.531 | 3.913.482 | 5.907.680 |

### Proporções da população mundial, 1 d.C.-1998 (% do total mundial)
Fonte: Maddison et al. (Universidade de Groningen).
| Ano                                           | 1     | 1000  | 1500  | 1600  | 1700  | 1820  | 1870  | 1913  | 1950  | 1973  | 1998  |
| --------------------------------------------- | ----- | ----- | ----- | ----- | ----- | ----- | ----- | ----- | ----- | ----- | ----- |
| Europa Ocidental                              | 10,7  | 9,5   | 13,1  | 13,3  | 13,5  | 12,8  | 14,8  | 14,6  | 12,1  | 9,2   | 6,6   |
| Europa de Leste (excluindo os países da URSS) | 2,1   | 2,4   | 3,1   | 3,0   | 3,1   | 3,5   | 4,1   | 4,4   | 3,5   | 2,8   | 2,0   |
| Antiga URSS                                   | 1,7   | 2,6   | 3,9   | 3,7   | 4,4   | 5,3   | 7,0   | 8,7   | 7,1   | 6,4   | 4,9   |
| Toda a Europa (incluindo os países da URSS)   | 14,5  | 14,5  | 20,1  | 20,0  | 21,0  | 21,6  | 25,9  | 27,7  | 22,7  | 18,4  | 13,5  |
| Estados Unidos                                | 0,3   | 0,5   | 0,5   | 0,3   | 0,2   | 1,0   | 3,2   | 5,4   | 6,0   | 5,4   | 4,6   |
| Outras ramificações ocidentais                | 0,2   | 0,2   | 0,2   | 0,1   | 0,1   | 0,1   | 0,5   | 0,8   | 0,9   | 1,0   | 0,9   |
| Total de ramificações ocidentais              | 0,5   | 0,7   | 0,6   | 0,4   | 0,3   | 1,1   | 3,6   | 6,2   | 7,0   | 6,4   | 5,5   |
| México                                        | 1,0   | 1,7   | 1,7   | 0,4   | 0,7   | 0,6   | 0,7   | 0,8   | 1,1   | 1,5   | 1,7   |
| Outros países da América Latina               | 1,5   | 2,6   | 2,3   | 1,1   | 1,3   | 1,4   | 2,4   | 3,7   | 5,4   | 6,4   | 6,9   |
| Total da América Latina                       | 2,4   | 4,2   | 4,0   | 1,5   | 2,0   | 2,0   | 3,1   | 4,5   | 6,6   | 7,9   | 8,6   |
| Japão                                         | 1,3   | 2,8   | 3,5   | 3,3   | 4,5   | 3,0   | 2,7   | 2,9   | 3,3   | 2,8   | 2,1   |
| China                                         | 25,8  | 22,0  | 23,5  | 28,8  | 22,9  | 36,6  | 28,2  | 24,4  | 21,7  | 22,5  | 21,0  |
| Índia                                         | 32,5  | 28,0  | 25,1  | 24,3  | 27,3  | 20,1  | 19,9  | 17,0  | 14,2  | 14,8  | 16,5  |
| Outros países asiáticos                       | 15,9  | 15,4  | 12,7  | 11,7  | 11,9  | 8,6   | 9,4   | 10,3  | 15,5  | 17,3  | 19,8  |
| Total Ásia (excepto Japão)                    | 74,2  | 65,4  | 61,3  | 64,8  | 62,1  | 65,3  | 57,5  | 51,7  | 51,4  | 54,7  | 57,4  |
| África                                        | 7,1   | 12,3  | 10,5  | 9,9   | 10,1  | 7,1   | 7,1   | 7,0   | 9,0   | 9,9   | 12,9  |
| Mundo                                         | 100.0 | 100.0 | 100.0 | 100.0 | 100.0 | 100.0 | 100.0 | 100.0 | 100.0 | 100.0 | 100.0 |

## Previsões e cenários
As ONU previam 8,17 bilhões de pessoas em 2010 com projecções médias para 2025 e 10,9 bilhões para 2100.
Mais de metade do aumento projectado da população mundial até 2050 estará concentrado em apenas oito
países: República Democrática do Congo, Egipto, Etiópia, Índia, Nigéria, Paquistão, Filipinas e Tanzânia.

## Marcas

Projeções altas, médias e baixas da futura população humana mundial.

Foi estimado que a população mundial chegou a 1 bilhão pela primeira vez em 1804. Demorou cerca de 123 anos, em 1927, para chegar a 2 bilhões, mas foram necessários somente 33 anos para chegar a 3 bilhões em 1960. Em 1974, a população humana chegou a 4 bilhões; depois 5 bilhões em 1987; 6 bilhões em 1999; 7 bilhões em 2011; e 8 bilhões em 2022.

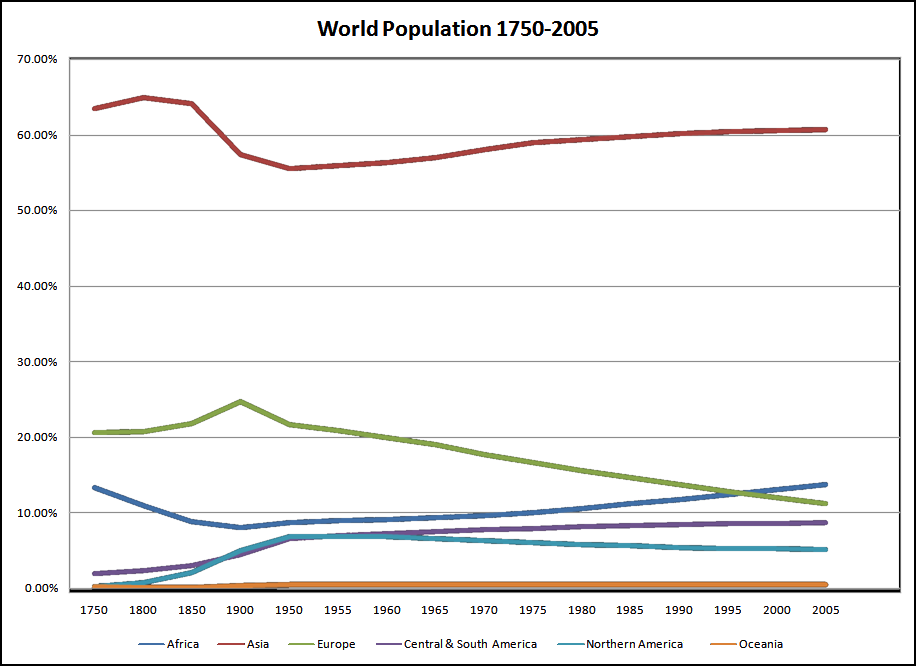
População por região mostrando sua percentagem na população mundial (1750–2005)

São mostradas estimativas de quando a marca de cada bilhões (bilhão) de pessoas foi atingida e qual o tempo para a próxima:
| Crescimento da população mundial | Crescimento da população mundial | Crescimento da população mundial      |
| População                        | Ano                              | Tempo para o próximo bilhão (em anos) |
| -------------------------------- | -------------------------------- | ------------------------------------- |
| 1 bilhão                         | 1804                             | 123                                   |
| 2 bilhões                        | 1927                             | 33                                    |
| 3 bilhões                        | 1960                             | 14                                    |
| 4 bilhões                        | 1974                             | 13                                    |
| 5 bilhões                        | 1987                             | 12                                    |
| 6 bilhões                        | 1999                             | 12                                    |
| 7 bilhões                        | 2011                             | 11                                    |
| 8 bilhões*                       | 2022                             | 15                                    |
| 9 bilhões**                      | 2037                             | 20                                    |
| 10 bilhões**                     | 2057                             | 43+                                   |
| 11 bilhões**                     | 2100+                            | Não calculado até o momento           |

(*) Ver Dia dos Oito Bilhões;
(**) Estimativa
Estimativa da população mundial atual: Cerca de 8250 milhões de pessoas (8.25 bilhões).

## Nascimentos
Em 2021, a maioria dos nascimentos a nível mundial ocorreu em duas regiões: África Subsariana (29% dos nascimentos a nível mundial), a região com a fertilidade mais elevada, seguida da Ásia Central e do Sul da Ásia (28% dos nascimentos a nível mundial) e da Ásia Oriental e do Sudeste Asiático (18%).

## Idade Media

Idade média por país em 2017. O aumento da juventude é evidente em África e, em menor grau, na Ásia Ocidental, no Sul da Ásia, no Sudeste Asiático e em partes das Américas.

| Região           | Idade média      |
| ---------------- | ---------------- |
| Ásia             | 31 anos de idade |
| África           | 18 anos de idade |
| Europa           | 42 anos de idade |
| América do Norte | 35 anos de idade |
| América do Sul   | 31 anos de idade |
| Oceânia          | 33 anos de idade |

| Região                  | Menos de 15 anos (% da população) | Mais de 65 anos (% da população) |
| ----------------------- | --------------------------------- | -------------------------------- |
| Ásia                    | 24%                               | 8%                               |
| África                  | 41%                               | 3%                               |
| Europa                  | 16%                               | 18%                              |
| América Latina-Caraíbas | 26%                               | 8%                               |
| EUA e Canadá            | 19%                               | 15%                              |
| Oceânia                 | 23%                               | 12%                              |
| Mundo                   | 26%                               | 9%                               |